# Ервин Щраус
Ервин Уолтър Максимилиан Щраус (на немски: Erwin Walter Maximilian Straus) е немско-американски невролог и психиатър, психолог и философ.

## Биография
Роден е на 11 октомври 1891 година във Франкфурт на Майн, Германия. Следва медицина в Берлин, Цюрих, Мюнхен и Гьотинген. Между 1931 и 1935 г. Щраус е професор в Хумболтов университет на Берлин. След като в Берлин започва брилянтна кариера на психиатър, той е принуден като евреин да напусне Германия през 1938 г. Емигрира в САЩ, където първоначално е доцент по философия и психология в Black Mountain College, Северна Каролина. От 1946 до 1961 г. работи като директор на Veterans Administration Hospital в Лексингтън, Кентъки. След войната той възстановява контактите си с бившите си колеги от Германия и Швейцария и работи съвместно с тях по някои проекти.
Умира на 20 май 1975 година в Лексингтън на 83-годишна възраст.

## Научна дейност
Щраус сериозно се занимава с епистемологичните основи на Фройдовата психоанализа и с бихевиоризма. Неговите собствени анализи са ориентирани към феноменологията на Едмунд Хусерл. Заедно с други учени Щраус изучава представата за времето и мястото, и нейната промяна при психични заболявания.